# Vasaknų tvenkiniai
Vasaknų tvenkiniai este o arie protejată (arie de protecție specială avifaunistică — SPA) din Lituania întinsă pe o suprafață de 65,86 ha, integral pe uscat.

## Localizare
Centrul sitului Vasaknų tvenkiniai este situat la coordonatele 55°41′13″N 25°48′38″E / 55.6869°N 25.8106°E.

## Înființare
Situl Vasaknų tvenkiniai a fost declarat arie de protecție specială avifaunistică în aprilie 2005 pentru a proteja 5 specii de animale.

## Biodiversitate
Situată în ecoregiunea boreală, aria protejată nu include niciun habitat protejat.
La baza desemnării sitului se află mai multe specii protejate de  păsări (5): buhai de baltă (Botaurus stellaris), cristeiul de câmp (Crex crex), pescăruș mic (Larus minutus), cresteț pestriț (Porzana porzana), chiră de baltă (Sterna hirundo).